# Xoanodera profunda
Xoanodera profunda là một loài bọ cánh cứng trong họ Cerambycidae.